# Mauropteron
Mauropteron är ett släkte av tvåvingar. Mauropteron ingår i familjen rovflugor.
Kladogram enligt Catalogue of Life:
| Mauropteron | \| \| Mauropteron farinum \| \| \| \| \| \| Mauropteron pelago \| \| \| \| |
|             | \| \| Mauropteron farinum \| \| \| \| \| \| Mauropteron pelago \| \| \| \| |
|             | Mauropteron farinum                                                        |
|             |                                                                            |
|             | Mauropteron pelago                                                         |
|             |                                                                            |